# بلاد المال بحري
قرية بلاد المال بحري هي إحدى القرى التابعة لمركز أبو تشت في محافظة قنا في جمهورية مصر العربية. حسب إحصاءات سنة 2006، بلغ إجمالي السكان في بلاد المال بحري 12012 نسمة، منهم 5551 رجل و6461 امرأة.